# Masque (Manfred Mann's Earth Band)
Pour les articles homonymes, voir Masque (homonymie).
Albums de Manfred Mann's Earth Band
Criminal Tango
(1981) Plains Music
(1991)
Masque est un album concept du Manfred Mann's Earth Band sorti en 1987. Certaines pièces reprennent des thèmes des Planètes (Mars, Jupiter,) du compositeur Gustav Holst.

## Titres
1. Joybringer (from Jupiter) ((Holst, Mann, Mick Rogers, Chris Slade) – 2:28
2. Sister Billy's Bounce (including Sister Sadie & Billy's Bounce) (Horace Silver, Charlie Parker, Maggie Ryder, Mann) – 2:16
3. What You Give Is What You Get (Start) (Paul Weller) – 2:34
4. Telegram To Monica (Denny Newman) – 5:37
5. Billy's Orno Bounce (including Billy's Bounce) (Parker, Ryder, Mann) – 3:13
6. A Couple Of Mates (from Mars & Jupiter) (instrumental) (Holst, Mann) – 3:20
7. Neptune (Icebringer) (Mann, Rogers, John Lingwood) – 1:08
8. Rivers Run Dry (Rogers) – 3:04
9. Hymn (from Jupiter) (instrumental) (Holst, Mann, Rogers, Lingwood) – 3:58
10. We're Going Wrong (Jack Bruce, Pete Brown) – 4:00
11. Planets Schmanets (instrumental) (Mann) – 2:40
12. Geronimo's Cadillac (Michael Martin Murphey, Charles John Quarto) – 4:43

### Bonus sur l'édition de 1999
1. Telegram To Monica (alternate version) (Newman) – 3:12
2. Joybringer (extended version) (Holst, Mann, Rogers, Slade) – 3:20
3. Geronimo's Cadillac (7) – 2:58
4. Geronimo's Cadillac (12) – 5:32

## Musiciens
D'après le livret accompagnant l'album :
- Manfred Mann : claviers, trumpeton
- Maggie Ryder : chant
- Mick Rogers : guitare, chant
- John Lingwood : batterie

### Musiciens additionnels
- Denny Newman : chant, basse sur Telegram to Monica
- Frank Mead : saxophones
- Anthony More : programmation sur What You Give Is What You Get (Start)
- Byron Bird : trompette sur Billy's Bounce
- Guy Barker : trompette sur Billy's Bounce
- Mark Feltham : basse
- Durban Betancourt : basse
- Andy Pask : basse
- Linda Taylor : chant
- Tommy Willis : guitare
- Chris Batchelor : trompette
- Ian Porter : Emulator toggling